# Las zawsze zielony twardolistny

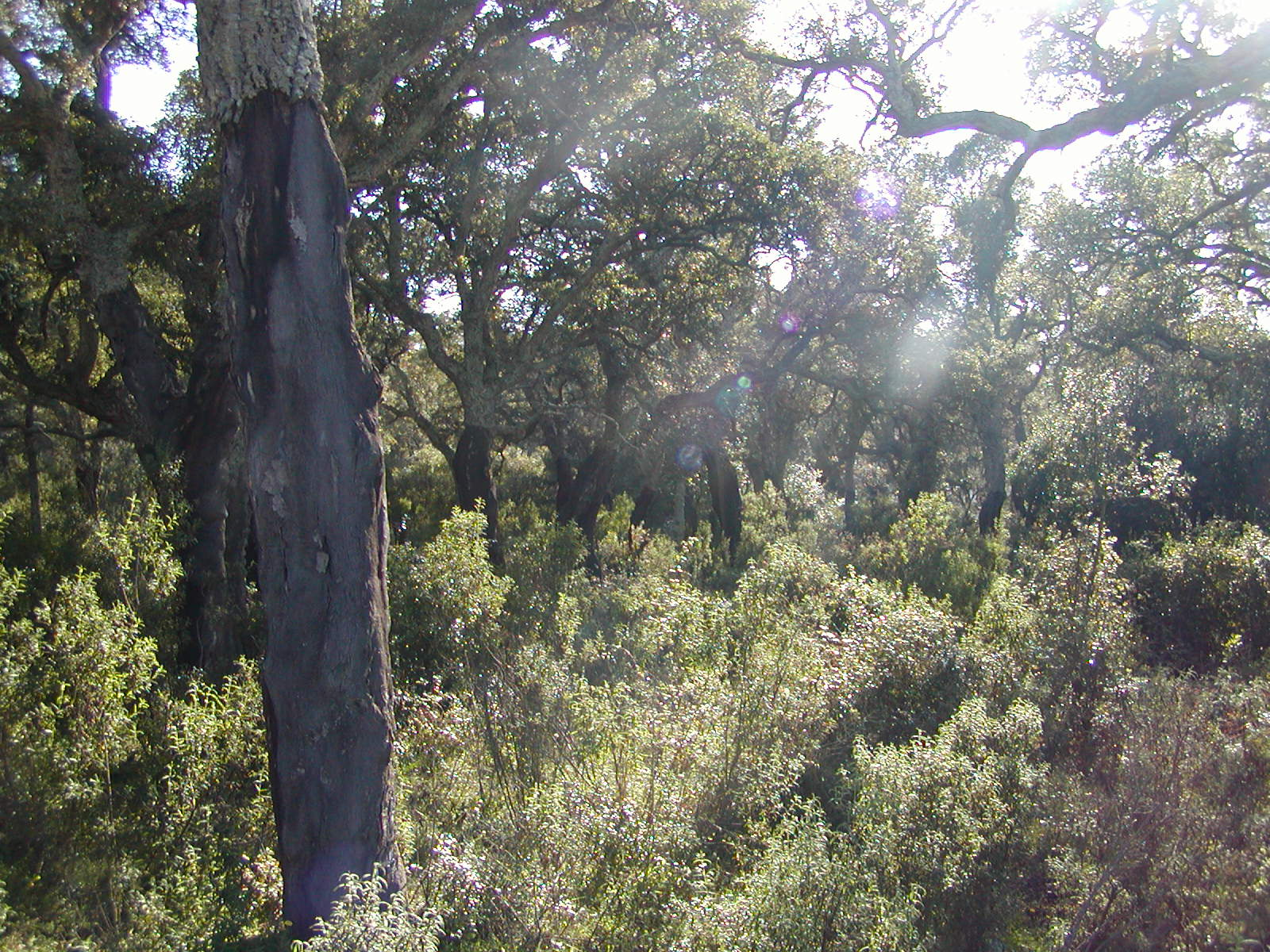
Las z dębem korkowym na Korsyce

Las zawsze zielony twardolistny – roślinność leśna występująca w klimacie podzwrotnikowym typu śródziemnomorskiego, charakteryzującym się ciepłymi i suchymi latami oraz deszczowymi i ciepłymi zimami, na żółtoziemach, czerwonych ziemiach (terra rosa) i glebach cynamonowych. W takich warunkach klimatycznych rozwinęła się w pokrywie roślinnej dominują gatunki o twardych, skórzastych liściach, umożliwiających przetrwanie okresów suszy (niekiedy igiełkowate listki i gruba kora). Charakterystycznymi terenami, na których rośnie las zawsze zielony, są: obrzeża Morza Śródziemnego, Kalifornia, Chile, południowa Afryka, południowo-wschodnia Australia. Skład gatunkowy jest zróżnicowany w zależności od miejsca występowania: w południowo-zachodniej Europie występuje wawrzyn, dąb korkowy oraz różne gatunki sosny, w Ameryce Północnej – sekwoje, daglezje, świerki, dęby, magnolie, choiny, jodły, żywotniki, w Ameryce Południowej – araukarie, w Australii – eukaliptusy oraz paprocie drzewiaste. Znaczne powierzchnie w zasięgu lasów twardolistnych, często jako zbiorowiska zastępcze, zajmują formacje krzewinkowe i zaroślowe (makia, garig, palmitto – w basenie Morza Śródziemnego, chaparral i encinal – w Ameryce Północnej, fynbos w południowej Afryce.